# Alfonso Pitters
Alfonso Pitters (22 de febrero de 1963) es un velocista panameño. 

## Biografía
EL 3 de agosto de 1984 compitió en los 100 metros masculinos en los Juegos Olímpicos de Verano de 1984 en donde quedó en los últimos lugares en la posición 8 h1 r2/4. el 8 de junio de 1991 corrió los 100 metros en Panamá y tuvo un per forma de 10.2h pero no fue dado como legal.